# 기타우치촌
기타우치촌(北宇智村)은 나라현 우치군에 설치되었던 촌이다. 현재의 고조시 북부에 해당한다.